# 宗人四
宗人四（蛇夫座70）是位於蛇夫座，距離地球16.6光年的一個聯星系統的主星，它是視星等為4等的一顆星，它不是一顆典型的亮星，要在遠離城市燈光的情況下才能被裸眼看見。

## 聯星
為首的是一顆橘黃色主序星的矮星，屬於天龍座BY型變星，光譜類型為K0，伴星是橘色主序星的矮星，光譜類型為K4。這兩顆星的軌道距離平均為23.2天文單位，但是因為軌道離心率很高（e = 0.499），兩顆星的距離在11.4到34.8天文單位之間變化著，完整的軌道週期為83.38年。

## 歷史
這個恆星系統最早是在18世紀被威廉·赫歇爾研究聯星時登錄在他的目錄上，赫歇爾證明了這兩顆星是受到重力束縛的聯星系統，兩顆星繞著共同的質量中心運轉。這是牛頓的萬有引力也適用於太陽系之外天體的重要證明，他還主張可能有第三顆「看不見的伴星」影響著這兩顆被看見的恆星。

## 行星系的主張
在1855年，英屬東印度公司馬德拉斯天文台的台長W. S. Jacob聲稱這兩顆恆星的軌道表現出反常的現象，”很可能”有一顆”行星存在於這個系統內” T. J. J. See在1899年強烈的宣稱有一顆黑暗的伴星存在，但是Forest Ray Moulton立刻發表一篇論文用具體的軌道參數證明三顆恆星的系統是極端不穩定的。Jacob和See都聲稱這是不正確的，Jacob的聲明認為這可能是經由天體測量發現第一顆系外行星的證據。
在1943年，Dirk Reuyl和Erik Holberg再度發表有行星系統的聲明，伴星的質量被估計為太陽質量的十分之一。此一事件在當十分常轟動，但稍後的觀測都否定了此一聲明。

### 改善的行星邊界
過去那些負面的研究結果並未能完全排除行星存在的可能性。在2006年，麥克唐納天文台的一個團隊得到宗人四存在一顆或多顆行星環繞的極限值，質量介於0.46至12.8木星質量，平均距離在0.05至5.2天文單位。

## 外部連結
- Wittenmyer, Robert A.; Endl, Michael; Cochran, William D.; Hatzes, Artie P.; Walker, G. A. H.; Yang, S. L. S.; Paulson, Diane B. . The Astronomical Journal. 2006-07, 132 (1): 177-188  [2025-01-14]. ISSN 0004-6256. arXiv:astro-ph/0604171 . doi:10.1086/504942. （原始内容存档于2025-01-14） （英语）.
- . SolStation.   [October 24, 2005]. （原始内容存档于2010-11-28）.